# درایو (نرم‌افزار)
درایو (به انگلیسی: Derive)، یک نرم‌افزار جبر محاسباتی است، که توسط شرکت تگزاس اینسترومنتس پدید آورده شده‌است. این نرم‌افزار اکثر توابع نرم‌افزاری موردنیاز در ریاضی و فیزیک را در اختیار استفاده‌کنندگان آن قرار می‌دهد.

## قابلیت‌های مهم نرم‌افزار درایو
- محاسبه حد توابع یک متغیره
- محاسبه مشتق از مراتب مختلف
- محاسبه انواع انتگرال‌های یگانه و چندگانه
- انجام انواع عملیات ماتریسی
- انجام اعمال جبر مجموعه ها
- انجام محاسبات در میدان اعداد مختلط
- ترسیم انواع نمودارهای دو بعدی در مختصات دکارتی و قطبی
- ترسیم انواع نمودارهای سه بعدی در مختصات دکارتی، استوانه ای و کروی
- حل دستگاه‌های معادلات خطی و غیر خطی
- حل معادلات خطی و غیر خطی
- پویا نمایی نمودارها
- امکان برنامه نویسی
- انجام انواع محاسبات دیگر که در قالب توابع کتابخانه‌ای و فایلهای Utility گنجانده شده.